# Natação no Campeonato Mundial de Esportes Aquáticos de 2019 - 50 m livre masculino
A prova dos 50 metros livre masculino da natação no Campeonato Mundial de Esportes Aquáticos de 2019 ocorreu nos dias 26 de julho e 27 de julho, em Gwangju, na Coreia do Sul. 

## Recordes
Antes desta competição, os recordes mundiais e do campeonato nesta prova eram os seguintes:
| Tipo                  | Atleta      | Tempo | Local     | Data                   |
| --------------------- | ----------- | ----- | --------- | ---------------------- |
|                       | César Cielo | 20,91 | São Paulo | 18 de dezembro de 2009 |
| Recorde do campeonato | César Cielo | 21,08 | Roma      | 1 de agosto de 2009    |

Os seguintes novos recordes foram estabelecidos durante esta competição. 
| Data        | Prova | Nadador        | Nacionalidade  | Tempo | Recordes              |
| ----------- | ----- | -------------- | -------------- | ----- | --------------------- |
| 27 de julho | Final | Caeleb Dressel | Estados Unidos | 21.04 | Recorde do campeonato |

## Medalhistas
| Ouro                 | Prata              | Bronze                  |
| Caeleb Dressel (USA) | Bruno Fratus (BRA) | Kristian Golomeev (GRE) |

## Cronograma
Todos os horários são locais (UTC+9). 
| Data        | Hora  | Evento        |
| ----------- | ----- | ------------- |
| 26 de julho | 10:43 | Eliminatórias |
| 26 de julho | 20:41 | Semifinal     |
| 27 de julho | 20:09 | Final         |

## Resultados

### Eliminatórias
Esses foram os resultados das eliminatórias. Foram realizadas no dia 26 de julho com início às 10:43. 
| Pos. | Bateria | Raia | Nadador                 | Nacionalidade                   | Tempo | Notas            |
| ---- | ------- | ---- | ----------------------- | ------------------------------- | ----- | ---------------- |
| 1    | 13      | 3    | Caeleb Dressel          | Estados Unidos                  | 21.49 | Q                |
| 2    | 14      | 4    | Benjamin Proud          | Reino Unido                     | 21.69 | Q                |
| 3    | 13      | 5    | Vladimir Morozov        | Rússia                          | 21.70 | Q                |
| 4    | 13      | 4    | Bruno Fratus            | Brasil                          | 21.71 | Q                |
| 5    | 12      | 3    | Shinri Shioura          | Japão                           | 21.78 | Q                |
| 6    | 14      | 5    | Kristian Gkolomeev      | Grécia                          | 21.80 | Q                |
| 7    | 14      | 3    | Michael Andrew          | Estados Unidos                  | 21.82 | Q                |
| 8    | 13      | 7    | Cameron McEvoy          | Austrália                       | 21.93 | Q                |
| 9    | 12      | 5    | Paweł Juraszek          | Polónia                         | 21.97 | Q                |
| 10   | 12      | 1    | Marcelo Chierighini     | Brasil                          | 22.03 | Q                |
| 11   | 14      | 8    | Ali Khalafalla          | Egito                           | 22.04 | Q                |
| 12   | 11      | 3    | Meiron Cheruti          | Israel                          | 22.06 | Q,               |
| 13   | 14      | 2    | Maxim Lobanovskij       | Hungria                         | 22.11 | Q                |
| 14   | 13      | 0    | Maxime Grousset         | França                          | 22.12 | Q                |
| 15   | 12      | 2    | Jesse Puts              | Países Baixos                   | 22.16 | Q                |
| 16   | 11      | 5    | Wu Chun-feng            | Taipé Chinesa                   | 22.21 | QSO, =           |
| 16   | 14      | 9    | Yu Hexin                | China                           | 22.21 | QSO              |
| 18   | 12      | 6    | Brad Tandy              | África do Sul                   | 22.24 |                  |
| 19   | 10      | 3    | Yang Jae-hoon           | Coreia do Sul                   | 22.26 | Recorde nacional |
| 20   | 11      | 4    | Pieter Timmers          | Bélgica                         | 22.32 |                  |
| 21   | 13      | 9    | Renzo Tjon A Joe        | Suriname                        | 22.33 |                  |
| 21   | 14      | 6    | Simonas Bilis           | Lituânia                        | 22.33 |                  |
| 21   | 14      | 7    | Ari-Pekka Liukkonen     | Finlândia                       | 22.33 |                  |
| 24   | 13      | 2    | Oussama Sahnoune        | Argélia                         | 22.37 |                  |
| 25   | 13      | 1    | Yuri Kisil              | Canadá                          | 22.38 |                  |
| 26   | 10      | 4    | Artsiom Machekin        | Bielorrússia                    | 22.41 |                  |
| 26   | 12      | 8    | Katsumi Nakamura        | Japão                           | 22.41 |                  |
| 28   | 10      | 9    | Daniel Zaitsev          | Estónia                         | 22.46 |                  |
| 29   | 14      | 1    | Luca Dotto              | Itália                          | 22.48 |                  |
| 30   | 12      | 9    | Nándor Németh           | Hungria                         | 22.51 |                  |
| 31   | 14      | 0    | Vladislav Grinev        | Suriname                        | 22.52 |                  |
| 32   | 10      | 7    | Hüseyin Emre Sakçı      | Turquia                         | 22.54 |                  |
| 33   | 13      | 8    | Bruno Blašković         | Croácia                         | 22.55 |                  |
| 34   | 10      | 2    | Jonathan Tan            | Singapura                       | 22.56 |                  |
| 34   | 10      | 8    | Emir Muratović          | Bósnia e Herzegovina            | 22.56 | Recorde nacional |
| 34   | 12      | 4    | Andrea Vergani          | Itália                          | 22.56 |                  |
| 37   | 13      | 6    | Andriy Hovorov          | Ucrânia                         | 22.57 |                  |
| 38   | 11      | 6    | Ian Ho Yentou           | Hong Kong                       | 22.59 |                  |
| 38   | 11      | 8    | Michael Pickett         | Nova Zelândia                   | 22.59 |                  |
| 40   | 10      | 5    | Juan Francisco Segura   | Espanha                         | 22.64 |                  |
| 41   | 11      | 0    | Dylan Carter            | Trinidad e Tobago               | 22.65 |                  |
| 42   | 9       | 6    | Julien Henx             | Luxemburgo                      | 22.71 | Recorde nacional |
| 43   | 11      | 1    | Alexandr Varakin        | Cazaquistão                     | 22.72 |                  |
| 44   | 9       | 5    | Peter Wetzlar           | Zimbabwe                        | 22.77 | Recorde nacional |
| 44   | 11      | 2    | Andrej Barna            | Sérvia                          | 22.77 |                  |
| 46   | 11      | 7    | Niksa Stojkovski        | Noruega                         | 22.79 |                  |
| 47   | 10      | 1    | Enzo Martínez           | Uruguai                         | 22.87 |                  |
| 48   | 10      | 0    | George-Adrian Ratiu     | Roménia                         | 22.88 |                  |
| 49   | 9       | 4    | Bernhard Reitshammer    | Áustria                         | 22.91 |                  |
| 50   | 11      | 9    | Virdhawal Khade         | Índia                           | 22.95 |                  |
| 51   | 8       | 3    | Xander Skinner          | Namíbia                         | 23.04 |                  |
| 52   | 9       | 2    | Vladimír Štefánik       | Eslováquia                      | 23.06 |                  |
| 52   | 9       | 3    | Tobias Bjerg            | Dinamarca                       | 23.06 |                  |
| 54   | 3       | 9    | Constantin Malachi      | Moldávia                        | 23.11 |                  |
| 55   | 9       | 9    | Brett Fraser            | Ilhas Caimã                     | 23.12 |                  |
| 56   | 8       | 5    | Andrew Chetcuti         | Malta                           | 23.17 |                  |
| 57   | 10      | 6    | Bradley Vincent         | Ilhas Maurícias                 | 23.23 |                  |
| 58   | 9       | 1    | Luke Gebbie             | Filipinas                       | 23.26 |                  |
| 59   | 9       | 7    | Triady Fauzi Sidiq      | Indonésia                       | 23.36 |                  |
| 60   | 8       | 4    | Omiros Zagkos           | Chipre                          | 23.37 |                  |
| 61   | 9       | 0    | Benyamin Gharehassanloo | Irão                            | 23.39 |                  |
| 62   | 7       | 5    | Stefano Mitchell        | Antígua e Barbuda               | 23.44 |                  |
| 63   | 8       | 7    | Isaac Beitia            | Panamá                          | 23.45 |                  |
| 64   | 8       | 2    | Jean-Luc Zephir         | Santa Lúcia                     | 23.51 |                  |
| 65   | 8       | 1    | Vahan Mkhitaryan        | Armênia                         | 23.62 |                  |
| 66   | 7       | 3    | Waleed Abdulrazzak      | Kuwait                          | 23.64 |                  |
| 67   | 8       | 8    | Horus Briseño           | México                          | 23.65 |                  |
| 68   | 8       | 6    | Marco Flores            | Honduras                        | 23.71 |                  |
| 69   | 7       | 6    | Danilo Rosafio          | Quênia                          | 23.86 |                  |
| 70   | 7       | 4    | Abdoul Niane            | Senegal                         | 23.88 |                  |
| 71   | 3       | 2    | Ghirmai Efrem           | Eritreia                        | 23.92 |                  |
| 72   | 3       | 5    | Myagmaryn Delgerkhüü    | Mongólia                        | 23.93 |                  |
| 73   | 7       | 0    | Micah Masei             | Samoa Americana                 | 24.05 |                  |
| 74   | 3       | 1    | Nixon Hernández         | El Salvador                     | 24.12 |                  |
| 75   | 7       | 8    | Jared Fitzgerald        | Bahamas                         | 24.15 |                  |
| 76   | 7       | 2    | Sam Seghers             | Papua-Nova Guiné                | 24.16 |                  |
| 76   | 7       | 9    | Filipe Gomes            | Malawi                          | 24.16 |                  |
| 78   | 8       | 0    | Miguel Mena             | Nicarágua                       | 24.19 |                  |
| 79   | 6       | 3    | Daniel Francisco        | Angola                          | 24.21 |                  |
| 79   | 6       | 5    | Boško Radulović         | Montenegro                      | 24.21 |                  |
| 81   | 6       | 4    | Kerry Ollivierre        | Granada                         | 24.23 |                  |
| 82   | 8       | 9    | Jorge Depassier         | Chile                           | 24.29 |                  |
| 83   | 7       | 1    | Jagger Stephens         | Guam                            | 24.45 |                  |
| 84   | 5       | 9    | Erico Cuna              | Moçambique                      | 24.60 |                  |
| 85   | 6       | 2    | Issa Al-Adawi           | Omã                             | 24.65 |                  |
| 86   | 6       | 8    | Christian Nikles        | Brunei                          | 24.69 |                  |
| 86   | 6       | 9    | Atuhaire Ambala         | Uganda                          | 24.69 |                  |
| 88   | 3       | 8    | Musa Zhalayev           | Turquemenistão                  | 24.71 |                  |
| 89   | 6       | 1    | Shane Cadogan           | São Vicente e Granadinas        | 24.80 |                  |
| 90   | 1       | 6    | Yellow Yeiyah           | Nigéria                         | 24.81 |                  |
| 91   | 1       | 2    | Samuele Rossi           | Seicheles                       | 24.90 |                  |
| 92   | 2       | 3    | Mohd Ariful Islam       | Bangladesh                      | 24.92 |                  |
| 93   | 6       | 0    | Theo Chiabaut           | Mónaco                          | 24.96 |                  |
| 94   | 7       | 7    | Hilal Hemed Hilal       | Tanzânia                        | 25.01 |                  |
| 95   | 2       | 8    | Hem Puch                | Camboja                         | 25.13 |                  |
| 96   | 6       | 6    | Firass Saidi            | Catar                           | 25.20 |                  |
| 97   | 6       | 7    | Andrew Fowler           | Guiana                          | 25.26 |                  |
| 98   | 5       | 3    | Finau Ohuafi            | Tonga                           | 25.32 |                  |
| 99   | 1       | 5    | Alassane Lancina        | Níger                           | 25.33 |                  |
| 99   | 5       | 7    | Belly-Cresus Ganira     | Burundi                         | 25.33 |                  |
| 101  | 2       | 1    | Adama Ouedraogo         | Burquina Fasso                  | 25.38 |                  |
| 101  | 2       | 5    | Alexander Shah          | Nepal                           | 25.38 |                  |
| 103  | 1       | 3    | Nabeel Hatoum           | Palestina                       | 25.42 |                  |
| 104  | 5       | 4    | Mohammed Jibali         | Líbia                           | 25.44 |                  |
| 105  | 3       | 3    | Troy Pina               | Cabo Verde                      | 25.64 |                  |
| 106  | 5       | 6    | Kaleo Kihleng           | Estados Federados da Micronésia | 25.71 |                  |
| 107  | 5       | 5    | Olimjon Ishanov         | Tajiquistão                     | 25.73 |                  |
| 108  | 3       | 6    | Mark Hoare              | Essuatíni                       | 25.76 |                  |
| 109  | 5       | 1    | Santisouk Inthavong     | Laos                            | 25.79 |                  |
| 110  | 1       | 4    | Mawupemon Otogbe        | Togo                            | 25.84 |                  |
| 111  | 5       | 0    | Jefferson Kpanou        | Benim                           | 26.18 |                  |
| 112  | 5       | 2    | Abobakr Abass           | Sudão                           | 26.21 |                  |
| 113  | 2       | 4    | Guerby Ruuska           | Haiti                           | 27.11 |                  |
| 114  | 2       | 7    | Joshua Wyse             | Serra Leoa                      | 27.17 |                  |
| 115  | 4       | 4    | Ali Imaan               | Maldivas                        | 27.21 |                  |
| 116  | 4       | 8    | Abdelmalik Muktar       | Etiópia                         | 27.39 |                  |
| 116  | 5       | 8    | Clayment Lafiara        | Ilhas Salomão                   | 27.39 |                  |
| 118  | 2       | 6    | Shawn Dingilius-Wallace | Palau                           | 27.45 |                  |
| 119  | 4       | 9    | Ebrima Buaro            | Gâmbia                          | 27.83 |                  |
| 120  | 4       | 1    | Mamadou Bah             | Guiné                           | 27.91 |                  |
| 121  | 4       | 0    | Cedrick Niyibizi        | Ruanda                          | 28.27 |                  |
| 122  | 3       | 0    | Charly Ndjoume          | Camarões                        | 28.45 |                  |
| 123  | 4       | 3    | Mohamed Ibrahim         | Comores                         | 29.17 |                  |
| 124  | 4       | 6    | Phillip Kinono          | Ilhas Marshall                  | 29.25 |                  |
| 125  | 4       | 5    | Tenzin Sangay           | Butão                           | 29.49 |                  |
| 126  | 4       | 2    | José da Silva Viegas    | Timor-Leste                     | 29.51 |                  |
| 127  | 4       | 7    | Hassan Baidar           | Iêmen                           | 29.98 |                  |
| 128  | 3       | 7    | Adam Mpali              | Gabão                           | 30.26 |                  |
| 129  | 2       | 9    | Hamid Rahimi            | Afeganistão                     | 30.79 |                  |
| 130  | 2       | 0    | Diosdado Miko           | Guiné Equatorial                | 31.78 |                  |
| 131  | 2       | 2    | Houmed Hussein          | Djibuti                         | DSQ   | DSQ              |
| 131  | 3       | 4    | Thibaut Danho           | Costa do Marfim                 | DNS   | DNS              |
| 131  | 9       | 8    | Khurshidjon Tursunov    | Uzbequistão                     | DNS   | DNS              |
| 131  | 12      | 0    | Miguel Nascimento       | Portugal                        | DNS   | DNS              |
| 131  | 12      | 7    | Clément Mignon          | França                          | DNS   | DNS              |

Desempate
O desempate para a semifinal ocorreu dia 26 de julho às 12:00. 
| Posição | Raia | Nadador      | Nacionalidade | Tempo | Notas |
| ------- | ---- | ------------ | ------------- | ----- | ----- |
| 1       | 5    | Yu Hexin     | China         | 22.08 | Q     |
| 2       | 4    | Wu Chun-feng | Taipé Chinesa | 22.24 |       |

### Semifinal
Esses foram os resultados das semifinais. Foram realizadas no dia 26 de julho com início às 20:41 
Semifinal 1
| Pos. | Raia | Nadador             | Nacionalidade | Tempo | Notas            |
| ---- | ---- | ------------------- | ------------- | ----- | ---------------- |
| 1    | 5    | Bruno Fratus        | Brasil        | 21.53 | Q                |
| 2    | 4    | Benjamin Proud      | Reino Unido   | 21.56 | Q                |
| 3    | 3    | Kristian Gkolomeev  | Grécia        | 21.60 | Q                |
| 4    | 1    | Maxime Grousset     | França        | 21.86 |                  |
| 5    | 6    | Cameron McEvoy      | Austrália     | 21.88 |                  |
| 6    | 7    | Meiron Cheruti      | Israel        | 22.01 | Recorde nacional |
| 7    | 8    | Yu Hexin            | China         | 22.11 |                  |
| 8    | 2    | Marcelo Chierighini | Brasil        | 22.19 |                  |

Semifinal 2
| Pos. | Raia | Nadador           | Nacionalidade  | Tempo | Notas |
| ---- | ---- | ----------------- | -------------- | ----- | ----- |
| 1    | 4    | Caeleb Dressel    | Estados Unidos | 21.18 | Q     |
| 2    | 5    | Vladimir Morozov  | Rússia         | 21.65 | Q     |
| 3    | 2    | Paweł Juraszek    | Polónia        | 21.69 | Q     |
| 4    | 3    | Shinri Shioura    | Japão          | 21.74 | Q     |
| 5    | 6    | Michael Andrew    | Estados Unidos | 21.77 | Q     |
| 6    | 1    | Maxim Lobanovskij | Hungria        | 21.89 |       |
| 7    | 8    | Jesse Puts        | Países Baixos  | 21.91 |       |
| 8    | 7    | Ali Khalafalla    | Egito          | 21.98 |       |

### Final
A final foi realizada em 27 de julho às 20:09. 
| Pos.             | Raia | Nadador            | Nacionalidade  | Tempo | Notas |
| ---------------- | ---- | ------------------ | -------------- | ----- | ----- |
| Medalha de ouro  | 4    | Caeleb Dressel     | Estados Unidos | 21.04 | ,     |
| Medalha de prata | 5    | Bruno Fratus       | Brasil         | 21.45 |       |
| Medalha de prata | 6    | Kristian Gkolomeev | Grécia         | 21.45 |       |
| 4                | 2    | Vladimir Morozov   | Rússia         | 21.53 |       |
| 5                | 3    | Benjamin Proud     | Reino Unido    | 21.55 |       |
| 6                | 8    | Michael Andrew     | Estados Unidos | 21.62 |       |
| 7                | 7    | Paweł Juraszek     | Polónia        | 21.67 |       |
| 8                | 1    | Shinri Shioura     | Japão          | 21.81 |       |

Legenda
| Recorde mundial       | Recorde mundial (World record)               |                       | Recorde africano                      | Recorde africano (African) |                                           | Q | Classificado por posição (Qualified) |
| Recorde do campeonato | Recorde do campeonato (Championship record)  | Recorde da América    | Recorde da América (Americas)         | q                          | Classificado por melhor tempo (Qualified) |   |                                      |
| Melhor marca do ano   | Melhor marca do ano (World leading)          | Recorde asiático      | Recorde asiático (Asian)              | DNS                        | Não largou (Did not start)                |   |                                      |
| Recorde nacional      | Recorde nacional (National record)           | Recorde europeu       | Recorde europeu (European)            | DNF                        | Não terminou (Did not finish)             |   |                                      |
| Recorde pessoal       | Recorde pessoal do atleta (Personal best)    | Recorde da Oceania    | Recorde da Oceania (Oceania)          | DSQ / DQ                   | Desclassificado (Disqualified)            |   |                                      |
| Recorde da temporada  | Recorde da temporada do atleta (Season best) | Recorde sul-americano | Recorde sul-americano (South America) | NM                         | Sem marca (No mark)                       |   |                                      |